# Ragged Glory
Albums de Neil Young
Freedom
(1989) Weld
(1991)
Singles
1. Mansion on the Hill
Sortie : 1990
2. Over and over
Sortie : 1990

Ragged Glory est le dix neuvième album de Neil Young et le sixième en compagnie du groupe Crazy Horse. Il est sorti le 10 septembre 1990 sur le label Reprise Records et a été produit par Neil Young et David Briggs.

## Historique
Cet album fut enregistré en Californie avec l'aide du studio mobile des studios Record Plant à l'exception de Mother Earth (Natural Anthem) qui fut enregistré au Hoosier Dome d' Indianapolis.
Il est très homogène, avec des titres inhabituellement longs au niveau sonore constamment élevé et une rythmique particulièrement lourde. Avec les guitares saturées de Young et Sampedro le son est particulièrement brut. Les deux premiers titres Country Home et White Line furent composés par Neil Young et Crazy Horse dans les années 1970 et Farmer John est une reprise des années 1960 du duo américain Don & Dewey.
C'est par cet album que Neil Young deviendra le "parrain" du grunge et influencera les groupes Pearl Jam et Nirvana. Les titres sont parfois violents (F*!#in' Up = Fucking up) mais non dépourvus de mélodies (Mansion on the Hill et Over and Over).
Le double-album live qui suivra : Weld et qui reprendra cinq des dix titres de Ragged Glory sera un album d'anthologie. Avec en première partie de la tournée du Ragged Glory/Smell the Horse Tour, le groupe underground, Sonic Youth.
Fucking' Up sera repris en concert en 1998 par Pearl Jam sur l'album Live on Two Legs.
Cet album se classa à la 31e place du Billboard 200 aux États-Unis.
En décembre 2018, Neil Young a révélé dans un article sur son site Web Archives que pendant le processus de remasterisation de l'album, l'ingénieur John Hanlon avait découvert 38 minutes de musique inédite à partir des sessions d'enregistrement (comprenant "cinq chansons, avec deux versions d'une, et une longue prise d'une autre"). Cette version étendue, désignée comme Ragged Glory II, devait sortir en 2019 mais aucune date n'est toujours prévue à ce jour.

## Liste des titres
Tous les titres sont de Neil Young, sauf Farmer John, par Don "Sugarcane" Harris et Dewey Terry
1. Country Home – 7:05
2. White Line – 2:57
3. F*!#in' Up – 5:54
4. Over and Over – 8:28
5. Love to Burn – 10:00
6. Farmer John – 4:14
7. Mansion on the Hill – 4:48
8. Days That Used to Be – 3:42
9. Love and Only Love – 10:18
10. Mother Earth (Natural Anthem) – 5:11

## Musiciens
- Neil Young - guitare, chant

avec
- Crazy Horse
Frank Sampedro - guitare, chœurs
Billy Talbot - basse, chœurs
Ralph Molina - batterie, chœurs

## Charts et certifications

### Album
Charts
| Pays                                 | Durée du classement | Meilleur classement | Date              |
| ------------------------------------ | ------------------- | ------------------- | ----------------- |
| Allemagne (GfK Entertainment)        | 10 semaines         | 42e                 | 29 octobre 1990   |
| Canada (RPM)                         | 26 semaines         | 20e                 | 10 novembre 1990  |
| États-Unis (Billboard 200)           | 25 semaines         | 31e                 | 6 octobre 1990    |
| Norvège (VG-lista)                   | 3 semaines          | 13e                 | 1er octobre 1990  |
| Nouvelle-Zélande (RMNZ Albums Top40) | 4 semaines          | 22e                 | 28 octobre 1990   |
| Pays-Bas (MegaCharts)                | 8 semaines          | 19e                 | 13 octobre 1990   |
| Royaume-Uni (UK Albums Chart)        | 5 semaines          | 15e                 | 16 septembre 1990 |
| Suède (Sverigetopplistan)            | 2 semaines          | 25e                 | 26 septembre 1990 |
| Suisse (Schweizer Hitparade)         | 3 semaines          | 38e                 | 7 octobre 1990    |

Certifications
| Pays        | Certification | Ventes   | Date            |
| ----------- | ------------- | -------- | --------------- |
| Canada      | Or            | 50 000 + | 30 janvier 1991 |
| Royaume-Uni | Argent        | 60 000 + | 1er avril 1991  |

### Single
| Single              | Chart                    | Durée du classement | Position | Date            |
| ------------------- | ------------------------ | ------------------- | -------- | --------------- |
| Mansion on the Hill | (Mainstream Rock Tracks) | 10 semaines         | 3e       | 13 octobre 1990 |
| Over and Over       | (Mainstream Rock Tracks) | 9 semaines          | 33e      | 19 janvier 1991 |
| Over and Over       | (RPM Top Singles)        | 4 semaines          | 91e      | 19 janvier 1991 |
| Love to Burn        | (Mainstream Rock Tracks) | 1 semaine           | 49e      | 23 mars 1991    |